# Østkarelske koncentrationslejre
De østkarelske koncenttrationslejre var særlige interneringslejre i de områder af Sovjetunionen, der var besat af Finland under Fortsættelseskrigen. Lejrene blev organiseret af den finske militæradministrations øverstkommanderende Carl Gustaf Mannerheim. Lejrene havde som formål at tilbageholde lejrfangerne for en fremtidig udveksling med finsktalende fra Rusland. Dødeligheden blandt fangerne i lejrene var høj på grund af hungersnød og sygdomme.

## Den russiske befolkning
Et stort antal sovjetiske civile blev interneret i koncentrationslejrene, heriblandt russiske kvinder, unge, børn og ældre. Næsten alle mænd og kvinder i den arbejdsdygtige alder var enten blevet indkaldt til Den Røde Hær eller evakueret. Kun en tredjedel af den oprindelige befolkning på 470.000 var forblevet da den finske hær besatte Østkarelen, halvdelen af dem var karelere. Omkring 24.000 (30 %) af den resterende russiske befolkning blev indespærret i koncentrationslejrene. Sekstusinde af dem var sovjetiske flygtninge, der blev fanget mens de ventede på transport over Onegasøen, og 3.000 var fra den sydlige side af floden Svir. Formålet med detentionen var angiveligt at sikre området bag frontlinjerne mod partisanangreb. Den første af lejrene blev oprettet den 24. oktober 1941 i Petrosavodsk. I løbet af foråret og sommeren 1942 døde 3.500 fanger af underernæring. Dødstallet svarede 13,8% af de indsatte, mens det tilsvarende tal for den frie befolkning i de besatte områder var 2,6% og for selve Finland 1,4%. I den sidste halvdel af 1942 faldt antallet af tilbageholdte hurtigt til 15.000, efter nogle fanger var blevet frigivet eller blevet tvangsforflyttet til "sikre" landsbyer eller arbejdslejre. Af de resterende internerede døde 500 i løbet af de sidste to år af krigen. I de følgende år tilbageholdt de finske myndigheder flere tusinde civile fra områder med rapporteret partisanvirksomhed, men da forflytningerne fortsatte forblev det samlede antal indespærrede på 13.000-14.000. Af de samlede godt 20.000 indsatte anslås det samlede antal dødsfald i koncentrationlejrene til 4.000-7.000, hovedsagelig af sult i løbet af foråret og sommeren 1942.

## Tidslinje
Den første koncentrationslejr blev oprettet den 24. oktober 1941 i Petrosavodsk. De to største grupper var 6.000 russiske flygtninge og 3.000 indbyggere fra området syd for floden Svir, der blev tvangsevakueret på grund af den tætte nærhed af frontlinjen. Omkring 4.000 af disse fanger omkom på grund af fejlernæring, 90 procent af dem i løbet af foråret og sommeren 1942.
Fanger i de finske koncentrationslejre:
- 13.400 – 31. december 1941
- 21.984 – 1. juli 1942
- 15.241 – 1. januar 1943
- 14.917 – 1. januar 1944

## Liste over koncentrationslejre
- Keskitysleiri 1
- Keskitysleiri 2
- Keskitysleiri 3
- Keskitysleiri 4
- Keskitysleiri 5
- Keskitysleiri 6
- Kutisma
- Vilka
- Tervaoja